# Дворики (Тамалинский район)
Дво́рики — село Волче-Вражского сельсовета Тамалинского района Пензенской области. На 1 января 2004 года — 20 хозяйств, 51 житель.

## География
Село расположено на севере Тамалинского района, на левом берегу реки Мача, напротив посёлка Степного, расстояние до которого 1 км. Расстояние до районного центра пгт. Тамала — 39 км.

## История
По исследованиям историка — краеведа Полубоярова М. С., деревня образована между 1959 и 1969 годами. В 1969 году решением Пензенского облисполкома в связи с выездом всех жителей исключена из административно-территориального реестра, но затем возродилась вновь в составе Степного сельсовета.. Согласно Закону Пензенской области № 1992-ЗПО от 22 декабря 2010 года передана в Волче-Вражский сельский совет.

## Численность населения
| год                | 1979 | 1989 | 1996 | 2004 |
| ------------------ | ---- | ---- | ---- | ---- |
| количество жителей | 73   | 48   | 53   | 51   |

## Улицы
- Луговая.